# Ristijärvi
Ristijärvi es un municipio y localidad finesa localizada en la región de Kainuu. En 2004, tenía una población de 1.659 habitantes y un área 897,79 km² de los que 59,38 km² son agua (densidad de población: 2,0 habitantes por km²). El municipio es unilingüe en finlandés.